# SK Zápy
Sportovní klub Zápy w skrócie SK Zápy – czeski klub piłkarski, grający w ČFL (III poziom rozgrywkowy), mający siedzibę w mieście Zápy.

## Historyczne nazwy
- 1932 – SK Zápy (Sportovní klub Zápy)
- 1966 – TJ Sokol Zápy (Tělovýchovná jednota Sokol Zápy)
- 2010 – SK Zápy (Sportovní klub Zápy)

## Stadion
Domowe mecze klub rozgrywa na stadionie o nazwie Teletník arena, położonym w mieście Zápy. Stadion może pomieścić 1000 widzów.